# Hohlweg Große Egge

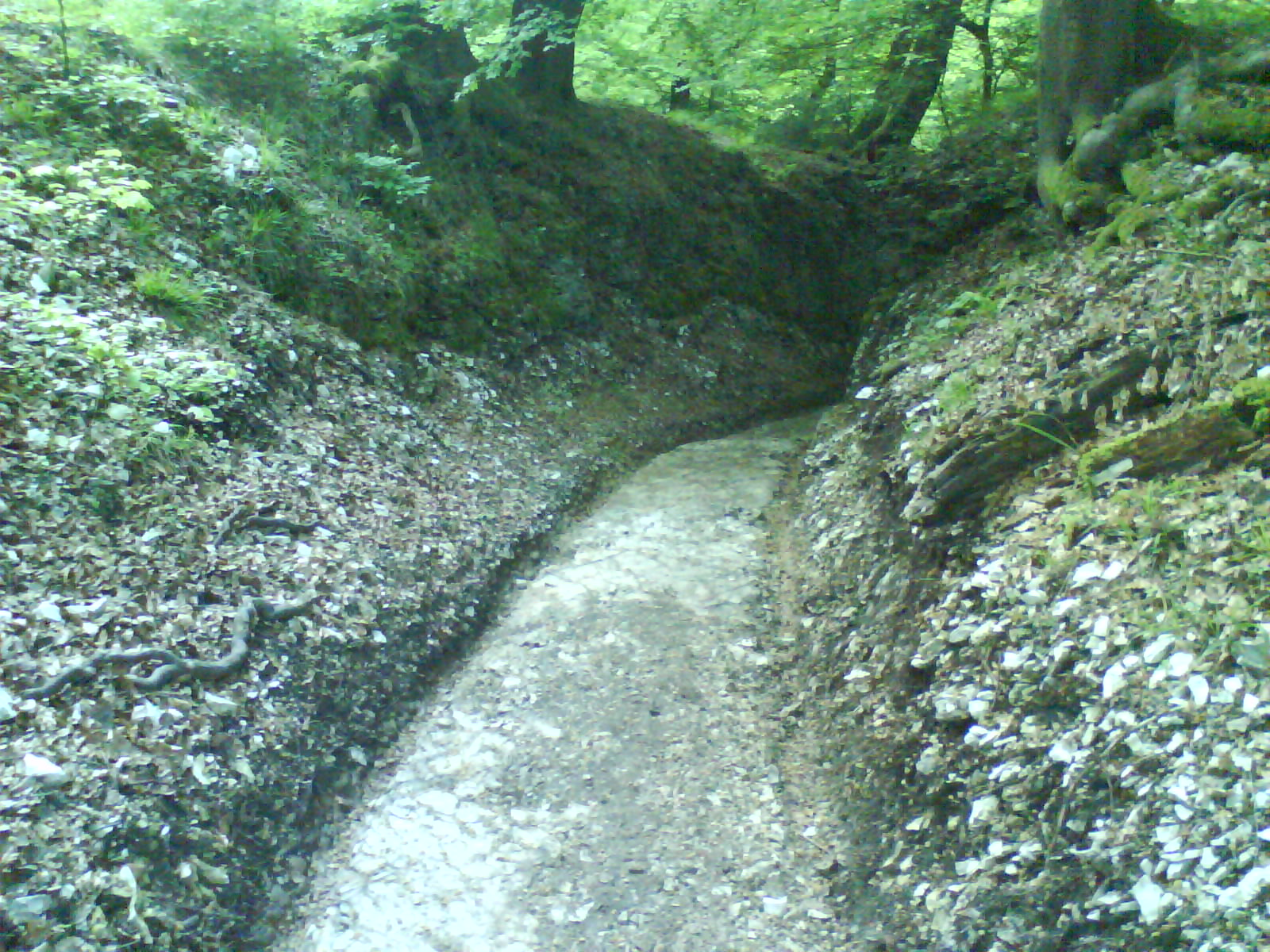
Freigelegter Hohlweg 2009

Der Hohlweg „Große Egge“ ist ein in Form eines Hohlweges in den anstehenden Cenoman-Kalkstein gehauener Altstraßenabschnitt an der bewaldeten Passhöhe „Große Egge“ im südöstlichen Teutoburger Wald. Er befindet sich im Gemeindegebiet von Horn-Bad Meinberg (Ortsteil Holzhausen-Externsteine) in Nordrhein-Westfalen und liegt etwa 1,2 km westsüdwestlich der Externsteine sowie knapp 2,3 km östlich der Gauseköte. Die Weguntersuchung erbrachte keinen mit Sicherheit datierbaren Fund. Rund 120 m nordöstlich des Kulturdenkmals entspringt die Wiembecke, die an den Externsteinen zu einem Teich aufgestaut ist.